# Tyler Bate
Tyler Bate (Dudley, 7 marzo 1997) è un wrestler britannico sotto contratto con la WWE.
In WWE ha detenuto due volte NXT United Kingdom Championship, una volta l'NXT UK Heritage Cup, l'NXT Tag Team Championship e l'NXT UK Tag Team Championship (entrambi una volta con Trent Seven).

## Carriera

### Circuito indipendente (2012–2017)
Bate debuttò nella Preston City Wrestling come "The Iron Master" il 3 ottobre 2014 al PCW Fright Night III, dove venne sconfitto in un Fatal 4-Way match che includeva anche Charlie Garrett, Rich Swann e Zack Gibson. Bate tornò in PCW il 5 gennaio 2015, dove affiancò gli Hunter Brothers e Ryan Smile contro Pete Dunne, Damian Dunne, Morgan Webster e Mark Andrews venendo sconfitti.
All'inizio del 2015, Bate e il suo allenatore Trent Seven presero parte al tour inglese dalla Chikara. I due sconfissero gli Hunter Brothers in un dark match il 3 aprile ma vennero in seguito sconfitti dalla Devastation Corporation (Max Smashmaster e Blaster McMassive) in un altro dark match il 6 aprile. Nel loro ultimo dark match del tour Bate, Seven e Clint Margera vennero sconfitti da Pete Dunne, Damina Dunne e Jimmy Havoc. Bate, Seven e Dan Moloney parteciparono al King of Trios 2015 come il Team Fight Club; nelle semifinali vennero eliminati dal Bullet Club (AJ Styles, Matt e Nick Jackson). Nel 2016 Bate e Seven continuarono a combattere regolarmente in Chikara dove sconfissero i Los Ice Creams (Hijo Del Ice Cream e Ice Cream Jr.), gli N_R_G (Hype Rockwell e Race Jaxon) e la Devastation Corporation per vincere il Campeonatos De Parejas.

### WWE (2017–presente)

#### NXT UK(2017–2022)
Il 15 dicembre 2016 venne annunciato che Bate avrebbe partecipato ad un torneo a sedici uomini indetto dalla WWE per l'assegnazione del WWE United Kingdom Championship. Il 14 gennaio 2017 sconfisse Tucker negli ottavi mentre, il giorno seguente, sconfisse Jordan Devlin nei quarti e Wolfgang in semifinale. Nella finale del torneo affrontò il suo vecchio rivale Pete Dunne riuscendo a sconfiggerlo e diventando il primo WWE United Kingdom Champion della storia. Il 2 gennaio fece il suo debutto ad NXT, territorio di sviluppo della WWE, sconfiggendo Oney Lorcan. Infatti, con l'approdo di Bate ad NXT, venne deciso che il WWE United Kingdom Championship sarebbe stato difeso ad interim nello show giallo. Nella puntata di NXT del 15 febbraio Bate difese con successo il titolo contro Trent Seven. Nella puntata di NXT del 26 aprile Bate mantenne la cintura contro Gentleman Jack Gallagher. Il 19 maggio, durante l'evento WWE UK Special, Bate conservò il titolo contro Mark Andrews. Il 20 maggio, a NXT TakeOver: Chicago, perse la cintura del Regno Unito a favore di Pete Dunne dopo 125 giorni di regno. Nella puntata di NXT del 20 dicembre affrontò nuovamente Pete Dunne per il WWE United Kingdom Championship ma venne sconfitto. Nella puntata di 205 Live del 30 gennaio apparve nel roster principale affrontando TJP negli ottavi di finale di un torneo per la riassegnazione del Cruiserweight Championship ma venne sconfitto. Nella puntata di NXT del 31 gennaio venne sconfitto da Roderick Strong in un match per determinare il contendente n°1 al WWE United Kingdom Championship di Pete Dunne. Il 19 giugno, durante l'evento NXT U.K. Championship, Bate e Trent Seven sconfissero l'Undisputed Era (Kyle O'Reilly e Roderick Strong) conquistando l'NXT Tag Team Championship per la prima volta. Tuttavia, due giorni dopo ad NXT, Bate e Seven persero le cinture contro l'Undisputed Era dopo soli due giorni di regno. Il 31 agosto, a NXT UK TakeOver: Cardiff, affrontò Walter per il WWE United Kingdom Championship ma venne sconfitto. Nella puntata di NXT UK del 2 aprile partecipò ad una 20-man Battle Royal per determinare il contendente n°1 all'NXT United Kingdom Championship di Walter ma venne eliminato per ultimo da Il'ja Dragunov, il quale si aggiudicò la contesa. Nella puntata di NXT UK del 10 dicembre tornò in azione affrontando A-Kid per l'NXT UK Heritage Cup ma venne sconfitto. In seguito, sconfisse A-Kid il 20 maggio ad NXT UK conquistando l'Heritage Cup. Il 19 agosto, ad NXT UK, Bate e Seven riformarono i Moustache Mountain e affrontarono i Pretty Deadly per l'NXT UK Tag Team Championship ma vennero sconfitti. Dopo un regno durato 139 giorni, perse il trofeo dell'Heritage Cup contro Noam Dar il 6 ottobre (in onda il 28 ottobre). Nella puntata di NXT UK del 9 dicembre i Moustache Mountain sconfissero i Pretty Deadly conquistando così l'NXT UK Tag Team Championship per la prima volta (divenendo anche i primi wrestler ad aver vinto sia tale titolo che l'NXT Tag Team Championship). Nella puntata di NXT UK del 24 febbraio i Moustache Mountain conservarono i titoli contro Ashton Smith e Oliver Carter. La stessa scena si ripeté anche il 21 aprile, ad NXT UK, quando i Moustache Mountain superarono Carter e Smith in un 2-out-of-3 Falls match per 2-1. Successivamente, in una puntata di NXT UK del 21 aprile (andata in onda il 2 giugno) i Moustache Mountain persero le cinture contro Smith e Carter in un Triple Threat Tag Team match che comprendeva anche la Die Familie (Rohan Raja e Teoman). Nella puntata di NXT UK del 16 giugno Trent effettuò per la prima volta un turn heel colpendo Tyler con un low blow segnando la fine dei Moustache Mountain. Successivamente, il 7 luglio, riconquistò per la seconda volta il vacante NXT United Kingdom Championship sconfiggendo Trent Seven nella finale di un torneo per la riassegnazione del titolo (in onda il 1º settembre 2022).

#### NXT(2022–2023)
Nella puntata speciale NXT Heatwave del 16 agosto apparve nello show confrontandosi con l'NXT Champion Bron Breakker. Il suo primo incontro nello show avvenne il 23 agosto ad NXT 2.0 quando sconfisse Von Wagner. Il 4 settembre, a NXT Worlds Collide, affrontò Bron Breakker per l'unificazione tra il suo NXT United Kingdom Championship e l'NXT Championship di Breakker ma venne sconfitto, perdendo il titolo dopo 59 giorni di regno. Nella puntata di NXT del 20 settembre venne sconfitto da JD McDonagh, il quale divenne con questa vittoria il contendente n°1 all'NXT Championship di Bron Breakker. Il 1º aprile, nel Pre-show di NXT Stand & Deliver, Bate e la Chase U (Andre Chase, Duke Hudson e Thea Hail) sconfissero lo Schism (Joe Gacy, Jagger Reid, Rip Fowler e Ava) in un match dove, da stipulazione, qualora la Chase U avesse perso si sarebbe dovuta unire allo Schism. Il 28 maggio, ad NXT Battleground, non riuscì a conquistare l'NXT North American Championship di Wes Lee in un Triple threat match che comprendeva anche Joe Gacy poiché fu Lee a vincere. Nella puntata speciale NXT Gold Rush del 20 giugno affrontò Wes Lee per l'NXT North American Championship in un match arbitrato da Mustafa Ali venendo tuttavia sconfitto. Il 12 settembre, ad NXT, prevalse su Axiom durante l'NXT Global Heritage Invitational, e poi anche su Charlie Dempsey il 15 settembre ad NXT Level Up, ma il 19 settembre ad NXT perse contro Butch, non riuscendo a passare il turno. Il 26 settembre, ad NXT, partecipò ad un fatal four-way match che comprendeva anche Axiom, Dragon Lee e Trick Williams con in palio la possibilità di diventare il nuovo sfidante all'NXT North American Championship ma l'incontro venne vinto da Williams. Il 9 dicembre, ad NXT Deadline, partecipò all'iron survivor challenge insieme a Bron Breakker, Dijak, Josh Briggs e Trick Williams per determinare il nuovo sfidante di Il'ja Dragunov per l'NXT Championship ma fu Williams a vincere l'incontro. Nella puntata di NXT del 12 dicembre affrontò Dragon Lee per l'NXT North American Championship venendo tuttavia sconfitto.

#### Reunion con Pete Dunne (2023–presente)
Nella puntata speciale SmackDown New Year's Revolution del 5 gennaio 2024 debuttò a sorpresa nello show aiutando Butch a sconfiggere i Pretty Deadly. Nella puntata di SmackDown del 2 febbraio Bate e Pete Dunne vinsero un fatal four-way tag team match contro Angel e Berto, Cruz Del Toro e Joaquin Wilde e i Pretty Deadly diventando i nuovi sfidanti all'Undisputed WWE Tag Team Championship. Nella puntata di SmackDown del 9 febbraio Bate e Dunne sconfissero i #DIY guadagnando la possibilità di sfidare Finn Bálor e Damian Priest per l'Undisputed WWE Tag Team Championship. Il 24 febbraio, ad Elimination Chamber: Perth, Bate e Dunne (noti come i New Catch Republic) vennero tuttavia sconfitti da Bálor e Priest, non riuscendo a conquistare i titoli.
Nella puntata di SmackDown del 15 marzo i New Catch Republic sconfissero i Pretty Deadly ottenendo un posto per il match di qualificazione per il ladder match per l'Undisputed WWE Tag Team Championship a WrestleMania XL.

## Personaggio

### Mosse finali
- Spinning Boy (Corkscrew senton bomb)
- Tyler Driver '97 (Sitout double underhook powerbomb)

### Soprannomi
- "Bate the Great"
- "Iron Master"
- "Textbook"

## Titoli e riconoscimenti
- Attack! Pro Wrestling
  - Attack! 24:7 Championship (1)

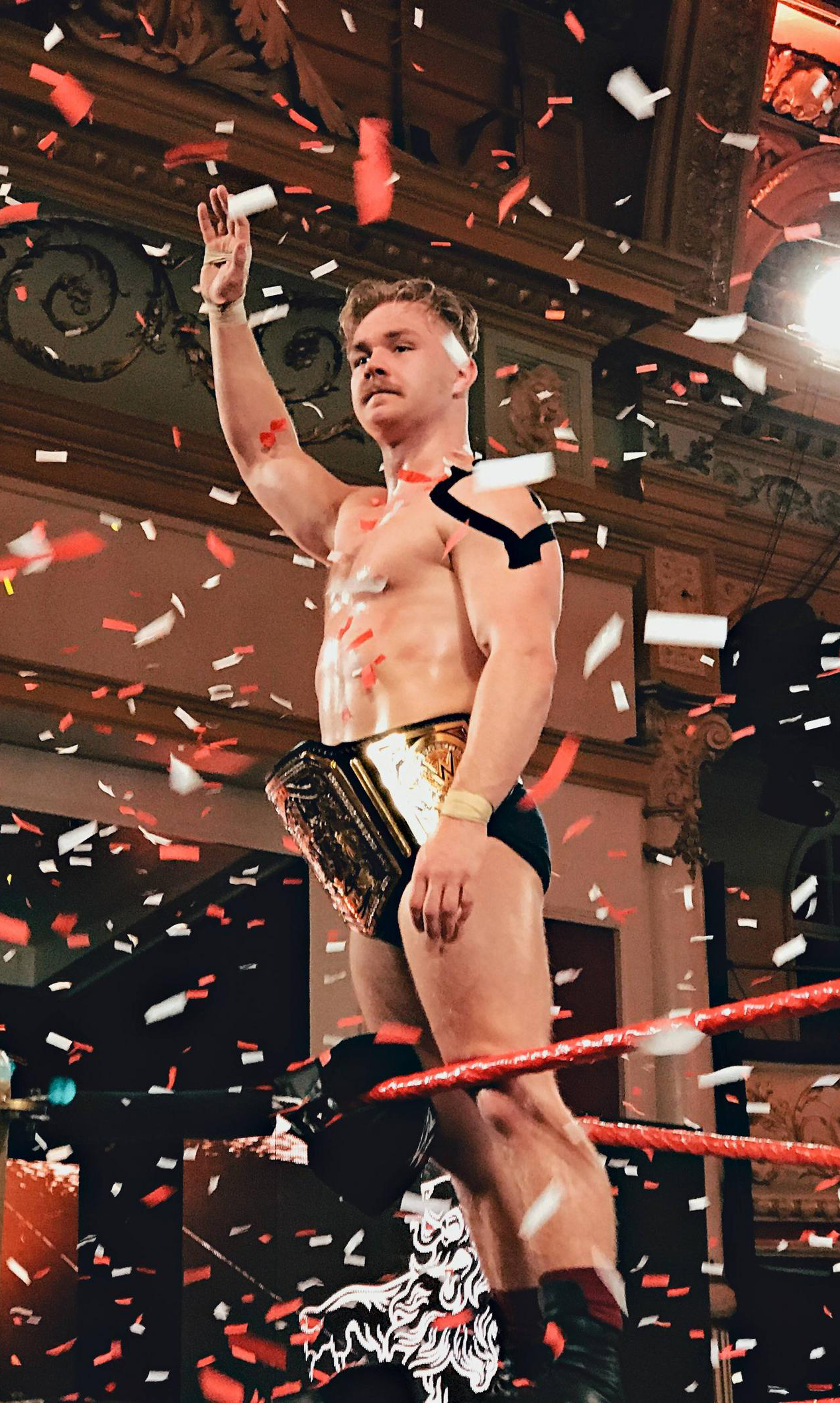
Tyler Bate con il WWE United Kingdom Championship, titolo che ha detenuto per un record di due volte

  - Attack! Tag Team Championship (1) – con Trent Seven
- Chikara Pro
  - Chikara Campeonatos de Parejas (1) – con Trent Seven
- Fight Club Pro
  - FCP Tag Team Championship (1) – con Trent Seven
- International Wrestling Syndicate
  - IWS World Tag Team Championship (1) – con Trent Seven
- Kamikaze Pro
  - Kamikaze Pro Tag Team Championship (1) – con Dan Moloney
- Over the Top Wrestling
  - OTT Tag Team Championship (1) – con Pete Dunne e Trent Seven
- Progress Wrestling
  - Progress Tag Team Championship (2) – con Trent Seven
- Pro Wrestling Illustrated
  - 50º tra i 500 migliori wrestler singoli nella PWI 500 (2017)
- Revolution Pro Wrestling
  - RPW Undisputed British Tag Team Championship (1) – con Trent Seven
- Shropshire Wrestling Alliance
  - SWA British Lions Championship (1)
- Westside Xtreme Wrestling
  - wXw Shotgun Championship (1)
- WWE
  - NXT United Kingdom Championship (2)[21]
  - NXT UK Heritage Cup (1)
  - NXT UK Tag Team Championship (1) – con Trent Seven
  - NXT Tag Team Championship (1) – con Trent Seven
  - NXT UK Triple Crown Champion
  - United Kingdom Championship Tournament (2017)
  - NXT United Kingdom Championship Tournament (2022)
  - NXT Year-End Award (1)
    - Match of the Year (edizione 2017) - vs. Pete Dunne il 20 maggio a NXT TakeOver: Chicago
- Wrestling Observer Newsletter
  - 5.25 Star Match (2019) - vs. Walter ad NXT UK TakeOver: Cardiff